# Conisania xanthothrix
Conisania xanthothrix là một loài bướm đêm trong họ Noctuidae.